# Thái Quỳnh Mai Dung
Thái Quỳnh Mai Dung (sinh ngày 15 tháng 5 năm 1977) là nữ chính trị gia nước Cộng hòa xã hội chủ nghĩa Việt Nam. Bà hiện là Ủy viên Thường trực Ủy ban Đối ngoại của Quốc hội, Đại biểu Quốc hội khóa XV từ Vĩnh Phúc. Bà từng là Ủy viên Đoàn Chủ tịch, Ủy viên Ban Chấp hành, Trưởng ban Đối ngoại Tổng Liên đoàn Lao động Việt Nam.
Thái Quỳnh Mai Dung là đảng viên Đảng Cộng sản Việt Nam, học vị Cử nhân tiếng Anh, Thạc sĩ Chính sách công, Tiến sĩ Kinh tế, Cao cấp lý luận chính trị. Bà có sự nghiệp từng công tác ở nhiều tổ chức liên chính phủ, tổ chức quốc tế rồi tham gia hoạt động của Quốc hội.

## Xuất thân và giáo dục
Thái Quỳnh Mai Dung sinh ngày 15 tháng 5 năm 1977 tại xã Đức Lâm, nay là xã Lâm Trung Thủy của huyện Đức Thọ, tỉnh Hà Tĩnh. Bà lớn lên và tốt nghiệp phổ thông 12/12 ở Đức Thọ, theo học đại học ở Hà Nội và tốt nghiệp Cử nhân tiếng Anh, sau đó tiếp tục học cao học từ tháng 7 năm 2002 đến tháng 9 năm 2003 theo học chương trình đào tạo của Đại học Brunei Darussalam, Brunei và nhận bằng Thạc sĩ Chính sách công. Bà là nghiên cứu sinh tại Trường Đại học Kinh tế Quốc dân, bảo vệ thành công luận án tiến sĩ đề tài "Nghiên cứu ảnh hưởng của giám sát tới tính minh bạch của thị trường chứng khoán Việt Nam", và trở thành Tiến sĩ Kinh tế vào năm 2020. Bà được kết nạp Đảng Cộng sản Việt Nam vào ngày 30 tháng 9 năm 2009, trở thành đảng viên chính thức sau đó 1 năm, từng theo học các khóa chính trị ở Học viện Chính trị Quốc gia Hồ Chí Minh và tốt nghiệp Cao cấp lý luận chính trị.

## Sự nghiệp
Tháng 8 năm 1999, sau khi tốt nghiệp đại học, Thái Quỳnh Mai Dung được tuyển dụng vào Cơ quan Phát triển Quốc tế Úc (AusAID) – cơ quan hoạt động quốc tế của Chính phủ Úc – làm Phiên dịch viên. Sau đó gần 1 năm, tháng 6 năm 2000, bà chuyển việc làm sang Ngân hàng Phát triển Châu Á (ADB), tiếp tục là Phiên dịch viên và Trợ lý Dự án của Ngân hàng này. Tháng 5 năm 2002, bà được nhận vào Tổ chức Lao động Quốc tế (ILO), là Phiên dịch viên và Thư ký, học ở Brunei cho đến tháng 10 năm 2003 thì bắt đầu là Phiên dịch viên, Thư ký của Cơ quan Phát triển Quốc tế Đan Mạch thuộc Bộ Ngoại giao Đan Mạch, rồi đến tháng 11 năm 2004 thì là Phiên dịch viên, Trợ lý hành chính của Ngân hàng Thế giới tại Việt Nam.
Tháng 7 năm 2005, Thái Quỳnh Mai Dung được tuyển dụng công chức vào Văn phòng Quốc hội, được bổ nhiệm làm Chuyên viên Vụ Kinh tế và Ngân sách, sau đó 2 năm thì chuyển sang làm Chuyên viên Vụ Kinh tế từ tháng 8 năm 2007. Tháng 7 năm 2011, bà được bổ nhiệm làm Phó Vụ trưởng Vụ Kinh tế, giữ chức vụ này 8 năm cho đến tháng 6 năm 2019 thì được điều tới Tổng Liên đoàn Lao động Việt Nam, là Ủy viên Ban Chấp hành, Trưởng ban Đối ngoại, đồng thời là Bí thư Chi bộ Ban Đối ngoại, Ủy viên Ban Chấp hành Đảng bộ, Ủy viên Đoàn Chủ tịch Tổng Liên đoàn Lao động Việt Nam. Năm 2021, bà được Ủy ban Trung ương Mặt trận Tổ quốc Việt Nam, Ủy ban Thường vụ Quốc hội giới thiệu tham gia ứng cử đại biểu quốc hội từ Vĩnh Phúc, bầu cử ở đơn vị bầu cử số 2 gồm huyện Sông Lô, Tam Dương, Tam Đảo, Lập Thạch, Bình Xuyên, rồi trúng cử Đại biểu Quốc hội khóa XV với tỷ lệ 82,81%. Ngày 21 tháng 7 năm 2021, bà được phê chuẩn làm Ủy viên Thường trực Ủy ban Đối ngoại của Quốc hội.